# Palpostoma armiceps
Palpostoma armiceps là một loài ruồi trong họ Tachinidae.